# Unschädlichkeitsklausel
Der Begriff „Unschädlichkeitsklausel“ bezeichnet ein Prinzip der Theaterwissenschaft und der Literaturwissenschaft.

## Definition
Zur Beantwortung der Gattungfrage in der Dramentheorie, also zur Unterscheidung von Komödie und Tragödie, kann die Unschädlichkeitsklausel als Unterscheidungsmaßstab herangezogen werden. „Die Gattungsbestimmung eines Textes geschieht bekanntlich in der Weise, daß typische formale Aspekte eines Überlieferungsstücks mit anderen verglichen werden. Ergeben sich Übereinstimmungen, so darf angenommen werden, daß die verglichenen Stücke der gleichen Gattung angehören.“ Die Unschädlichkeitsklausel stellt somit einen formalen, in der Gattung Komödie übereinstimmenden Aspekt dar, und gilt neben den im Barock definierten Regelpoetiken Ständeklausel und Fallhöhe ebenfalls als ungeschriebene Konvention.

## Anwendung
Die Unschädlichkeitsklausel impliziert, dass der Zuschauer die Gewissheit hat, dass nichts geschehen wird, was in irgendeiner Weise irreversibel ist. Schon Aristoteles wusste: „Das, worüber wir lachen, muss schmerzlos und unschädlich sein.“ Daher wird auch oft von der aristotelischen Unschädlichkeitsklausel gesprochen. Dank dieser etablierten Konvention ist „in letzter Konsequenz der komische Körper unsterblich. Seine Unsterblichkeit bereitet uns Vergnügen.“
Durch die Einhaltung dieses Prinzips soll gesichert werden, dass die Lächerlichkeit, die den Protagonisten der Komödie widerfährt, weder zu anhaltendem Schmerz, der über das Dramenende hinaus reicht, noch zu einem ebenfalls irreversiblem Verderben des Geschädigten führt. Ein Geschehnis, welches im Tragischen ein Leiden verursacht, also schädlich ist, stellt im Komischen demnach nur eine Torheit dar, muss also unschädlich sein, „wenn wir es belachen sollen.“ Das Ende muss für die komische Figur zwar unschädlich, aber „keineswegs positiv vorteilhaft“ sein, was in der Komödie oft dazu führt, „den Klugen als thöricht so lange erscheinen zu lassen, bis das Luftschloß der Thorheit in sich selbst zusammenbricht“. Ein Beispiel hierfür ist Der eingebildete Kranke von Molière, denn hierin stellt sich der Protagonist zwar als naiv und der Arzt als völlig inkompetent dar, doch leidet der Kranke auch gleichzeitig nur unter eingebildeten Krankheiten und ist im Grunde völlig gesund – das Spiel mit seiner Naivität ist schlussendlich für ihn unschädlich.

## Beispiele
Weitere Beispiele für Komödien, welche die Unschädlichkeitsklausel anwenden:
- Amphitryon nach Kleist – welcher letztendlich einen göttlichen Sohn geschenkt bekommt, wodurch sich die Unschädlichkeit beweist und die Weltversöhnung eingeläutet wird. Zur Versöhnung spricht Jupiter zuvor die Worte zu Amphitryon: „Laß deinen schwarzen Kummer jetzt entfliehen, Und öffne dem Triumph dein Herz.“[9]

- Ein Sommernachtstraum von Shakespeare – darin versöhnen sich durch Pucks berühmten Monolog nicht nur Götter und Menschen, sondern auch das Publikum wird versöhnt[10]

## Die Unschädlichkeitsklausel in anderen Kunstformen
Übertragbar ist das Prinzip der Unschädlichkeitsklausel auch auf andere literarische Gattungen. So zeigt sich die Unschädlichkeit einer Geschichte – also eine Weltversöhnung – bspw. auch in der Belohnung der Guten und Bestrafung der Bösen in Märchen, wenn die guten Charaktere am Ende nicht sterben, sondern heiraten. Auch in der Kunstform Film findet man die praktizierte Unschädlichkeit in Form eines Happy Ends.